# Oberverwaltungsgericht
Oberverwaltungsgericht (OVG) ist in Deutschland ein Gericht der allgemeinen Verwaltungsgerichtsbarkeit, das zwischen Verwaltungsgericht (VG) und Bundesverwaltungsgericht (BVerwG) steht und meist in zweiter, in bestimmten Fällen auch in erster Instanz entscheidet. Die allgemeine Verwaltungsgerichtsbarkeit besteht neben den Sozial- und Finanzgerichten als besonderen Verwaltungsgerichten (Art. 95 Ab. 1 GG).

## Geschichte
Im Deutschen Reich bildeten die Oberverwaltungsgerichte die insgesamt höchste Instanz der Verwaltungsgerichtsbarkeit, da kein übergeordnetes Gericht auf Reichsebene bestand. In dieser Zeit hat insbesondere das Preußische Oberverwaltungsgericht die Fortentwicklung des Verwaltungsrechts maßgeblich vorangetrieben, etwa durch das Kreuzberg-Urteil.
An eine unabhängige Verwaltungsgerichtsbarkeit war in der Zeit des Nationalsozialismus nicht zu denken. Mit Führererlass vom 28. August 1939 wurde „an die Stelle der Anfechtung einer Verfügung im verwaltungsgerichtlichen Verfahren […] die Anfechtung im Beschwerdewege bei der vorgesetzten Behörde oder der Aufsichtsbehörde“ gesetzt. „Die Beschwerdebehörde [konnte] im Hinblick auf die grundsätzliche Bedeutung oder die besonderen Umstände des Einzelfalls statt der Beschwerde das verwaltungsgerichtliche Verfahren zulassen.“ Am 3. April 1941 wurde ein Reichsverwaltungsgericht durch weiteren Führererlass errichtet. Dieses sollte „die Verwaltung durch Vereinigung oberster Verwaltungsgerichte vereinfachen und damit zugleich die zumal in Kriegszeiten gebotenen Ersparnisse an Personal und Verwaltungskosten erzielen“. Dazu wurden das Preußische Oberverwaltungsgericht, der Reichsdienststrafhof, das Reichswirtschaftsgericht, der Verwaltungsgerichtshof in Wien, die Oberste Spruchstelle für Umlegungen, die Oberste Spruchbehörde für Wasser- und Bodenverbände, das Entschädigungsgericht und das Reichskriegsschädenamt zum Reichsverwaltungsgericht als „oberste Spruchbehörde der Verwaltungsgerichtsbarkeit“ vereinigt. 1944 wurde die Verwaltungsgerichtsbarkeit generell abgeschafft.
Nach dem Zweiten Weltkrieg wurde mit dem Kontrollratsgesetz 36 die Wiedererrichtung der Verwaltungsgerichte beschlossen. Der Instanzenzug endete wiederum bei den Oberverwaltungsgerichten.
Seit Errichtung des Bundesverwaltungsgerichts 1953 beschränkt sich ihre Rolle (grundsätzlich) auf die mittlere Instanz.
In den Jahren 1946 und 1947 hatten die Länder der amerikanischen Besatzungszone nach gemeinsamen Beratungen Gesetze über die Verwaltungsgerichtsbarkeit in fast gleicher Fassung erlassen. In Baden-Württemberg, Bayern und Hessen führt das Oberverwaltungsgericht auch seit Inkrafttreten der Verwaltungsgerichtsordnung die traditionelle Bezeichnung der OVG in Süddeutschland als Verwaltungsgerichtshof (VGH) weiter (§ 184 VwGO); eine abweichende Zuständigkeit ist damit aber nicht verbunden.
In der DDR sah das Gesetz über die Bearbeitung der Eingaben der Bürger lediglich eine informelle Konfliktbewältigung durch Petitionen vor. Mit der Herstellung der Einheit Deutschlands im Jahr 1990 wurde die Verwaltungsgerichtsbarkeit in den neuen Bundesländern organisatorisch wie personell neu aufgebaut.
In den deutschen Ländern besteht grundsätzlich je ein OVG (§ 2 VwGO), der Gerichtsbezirk erstreckt sich also immer auf das gesamte Bundesland. Ausnahmen waren die Länder Niedersachsen und Schleswig-Holstein, für die von 1949 bis 1991 das OVG Lüneburg zuständig war. Die Länder Berlin und Brandenburg haben mit Staatsvertrag vom 26. April 2004 die Errichtung eines gemeinsamen OVG in Berlin (Oberverwaltungsgericht Berlin-Brandenburg) vereinbart (§ 3 Abs. 2 VwGO) und mit entsprechenden Landesgesetzen angeordnet (§ 3 Abs. 1 VwGO).
In der Bundesrepublik Deutschland gibt es insgesamt 15 OVG bzw. VGH.
Die Bezeichnung Verwaltungsgerichtshof ist auch in Österreich und Liechtenstein gebräuchlich.

## Zuständigkeit
Die Oberverwaltungsgerichte sind heute in erster Linie Rechtsmittelinstanz und als solche zuständig für Berufungen gegen Urteile der jeweils nachgeordneten Verwaltungsgerichte sowie für Beschwerden gegen deren sonstige Entscheidungen. Seit der Reformierung des Berufungsverfahrens am 1. Januar 1997 findet ein Berufungsverfahren nur noch statt, wenn das Oberverwaltungsgericht die Berufung zuvor auf Antrag eines Verfahrensbeteiligten durch Beschluss zugelassen hat oder wenn das Verwaltungsgericht dies in seinem Urteil getan hat. Die Zulassung der Berufung durch das Oberverwaltungsgericht ist an enge Voraussetzungen geknüpft (§ 124 Abs. 2 VwGO, z. B. ernstliche Zweifel an der Richtigkeit des Urteils der ersten Instanz, grundsätzliche Bedeutung der Rechtssache oder Abweichung des Verwaltungsgerichtsurteils von der Rechtsprechung des Oberverwaltungsgerichts, des Bundesverwaltungsgerichts oder des Bundesverfassungsgerichts); die Zulassungsvoraussetzungen werden im Allgemeinen, auch wegen der gesteigerten Darlegungspflichten, nur ausnahmsweise erfüllt. Beschließt das Oberverwaltungsgericht, den Antrag auf Zulassung der Berufung abzulehnen, ist der Rechtszug beendet, denn die Entscheidung über die Nichtzulassung der Berufung ist unanfechtbar (§§ 124 a Abs. 5 Satz 4, 152 Abs. 1 VwGO).
Erstinstanzlich zuständig sind die Oberverwaltungsgerichte für
- Normenkontrollverfahren gegen autonome Satzungen und gegen Rechtsverordnungen, insbesondere gegen solche aufgrund des Baugesetzbuchs (§ 47 VwGO),
- Verfahren, die die Zulassung bestimmter Infrastrukturvorhaben nach § 48 Abs. 1 VwGO  zum Gegenstand haben sowie
- Verfahren gegen durch eine Landesbehörde ausgesprochene Vereinsverbote (§ 48 Abs. 2 VwGO).

Ein besonderes Verfahren ist das In-Camera-Verfahren gemäß § 99 Abs. 2 Satz 1 VwGO, in dem das OVG feststellt, ob die Verweigerung der Vorlage von Urkunden oder Akten durch eine am Prozess beteiligte Behörde rechtmäßig ist und das den Vorschriften des materiellen Geheimschutzes unterliegt.

## Besetzung und Amtsbezeichnung
Die Senat genannten Spruchkörper eines Oberverwaltungsgerichts sind je nach Landesrecht unterschiedlich besetzt, entweder ausschließlich mit drei oder fünf Berufsrichtern oder mit drei oder fünf Berufsrichtern und zwei ehrenamtlichen Richtern (§ 9 Abs. 3 VwGO). Die Amtsbezeichnung der Berufsrichter, denen ein Richteramt auf Lebenszeit übertragen ist, lautet „(Vorsitzende/r) Richter/in am Oberverwaltungsgericht“ oder „(Vize)präsident/in des Oberverwaltungsgerichts“ bzw. „(Vorsitzende/r) Richter/in am Verwaltungsgerichtshof“ oder „(Vize)präsident/in des Verwaltungsgerichtshofs“ (§ 19a Abs. 1 des Deutschen Richtergesetzes).

## Rechtsmittel
Gegen Urteile der Oberverwaltungsgerichte ist in bestimmten Fällen die Revision zum Bundesverwaltungsgericht zulässig. In Personalvertretungsanlegenheiten nach Landesrecht ist eine Revision zum Bundesverwaltungsgericht (eine sog. Rechtsbeschwerde) nicht möglich (vgl. z. B. Art. 82 Abs. 2 Satz 2 BayPVG).

## Statistik
Einige statistische Daten zu den Oberverwaltungsgerichten/Verwaltungsgerichtshöfen:
| Land  | ECLI- Code         | Sitz       | Gerichtsbezirk    | Gerichtsbezirk | Gericht               | Gericht      | Gericht          | Erledigte Verfahren 2023 | Erledigte Verfahren 2023 |
| Land  | ECLI- Code         | Sitz       | Bevölk. Ende 2023 | VG             | Richter- stellen 2024 | allgem. Sen. | spez. Fach- sen. | erstin- stanzlich        | zweitin- stanzlich       |
| ----- | ------------------ | ---------- | ----------------- | -------------- | --------------------- | ------------ | ---------------- | ------------------------ | ------------------------ |
| BW    | VGHBW              | Mannheim   | 11.339            | 4              | 50,0                  | 13           |                  | 204                      | 1.281                    |
| BY    | BAYVGH             | München    | 13.435            | 6              | 77,4                  | 21           |                  | 193                      | 2.400                    |
| BE BB | OVGBEBB            | Berlin     | 6.364             | 4              | 41,0                  | 11           | RH               | 139                      | 1.357                    |
| HB    | OVGHB              | Bremen     | 692               | 1              | 6,0                   | 3            | HAI              | 3                        | 160                      |
| HH    | OVGHH              | Hamburg    | 1.910             | 1              | 19,5                  | 6            | H                | 11                       | 293                      |
| HE    | VGHHE              | Kassel     | 6.421             | 5              | 37,0                  | 11           | H                | 83                       | 1.432                    |
| MV    | OVGMV              | Greifswald | 1.629             | 2              | 15,0                  | 6            | RH               | 92                       | 543                      |
| NI    | OVGNI              | Lüneburg   | 8.162             | 7              | 39,0                  | 13           |                  | 113                      | 1.120                    |
| NW    | OVGNRW LBGH/A/INRW | Münster    | 18.190            | 7              | 78,0                  | 22           | H²AI             | 326                      | 2.746                    |
| RP    | OVGRLP             | Koblenz    | 4.174             | 4              | 27,0                  | 7            | HA               | 49                       | 811                      |
| SL    | OVGSL              | Saarlouis  | 994               | 1              | 6,0                   | 2            |                  | 10                       | 79                       |
| SN    | OVGSN              | Bautzen    | 4.089             | 3              | 23,0                  | 6            |                  | 63                       | 736                      |
| ST    | OVGST              | Magdeburg  | 2.180             | 2              | 14,0                  | 4            | RH I             | 26                       | 469                      |
| SH    | OVGSH              | Schleswig  | 2.966             | 1              | 20,0                  | 6            | H                | 85                       | 683                      |
| TH    | OVGTH              | Weimar     | 2.122             | 3              | 17,0                  | 5            | H                | 42                       | 574                      |
| Summe | 15                 | 15         | 84,67 Mio.        | 51             | 469,9                 | 136          | 20               | 1.439                    | 14.684                   |